# NTC-4595
La NTC-4595 es una norma técnica colombiana que reglamenta el planeamiento y diseño de instalaciones y ambientes escolares, con el fin de mejorar la calidad de instituciones en armonía con las condiciones locales, regionales y nacionales. Igualmente, puede ser usada para la mejora de la instalaciones académicas ya existentes. La norma abarca instalaciones y ambientes como el colegio, las aulas, los laboratorios, etc.
El desarrollo de la norma acoge, en el tema educativo, las disposiciones de la Ley 115 de 1994 (Ley General de Educación) y en materia de arquitectura y medio ambiente construido, los temas de accesibilidad, seguridad y comodidad, desde la perspectiva de la sostenibilidad ambiental, para generar así instalaciones con bajos costos de funcionamiento y mínimo deterioro del ambiente. 